# Стерлінг
Сте́рлінг (англ. Stirling, шотл. Stirlin, шотл. гел. Sruighlea) — місто в центрі Шотландії, адміністративний центр області Стерлінг.
Населення міста становить 33 060 осіб (2006).

## Міста-побратими
- Вільнев-д'Аск, Франція
- Данідін, США
- Обуда, Угорщина
- Саммерсайд, Канада

## Уродженці
- Джеймс Едвард Александер оф Вестертон (1803—1885) — англійський дослідник південно-західної Африки, генерал.
- Біллі Бремнер (1942—1997) — футболіст, півзахисник.
- Дункан Фергюсон (нар. 1971) — футболіст, нападник.
- Ґейл Ханімен (нар. 1972) — письменниця.
- Гері Колдвелл (нар. 1982) — футболіст, що грав на позиції захисника.
- Стівен Колдвелл (нар. 1980) — футболіст, що грав на позиції захисника.